# José Pereira da Silva Morais
José Pereira da Silva Morais (? — ?) foi um político brasileiro.
Foi presidente da província de Sergipe, nomeado por carta imperial de 18 de novembro de 1865, de 1 de fevereiro de 1866 a 28 de outubro de 1867.